# Michael Des Barres
Michael Des Barres (Londen, Engeland, 24 januari 1948) is een Brits acteur en hardrocker.
In de jaren 70 was Des Barres zanger en frontman van de band Detective. De band probeerde zo veel mogelijk te klinken als Led Zeppelin. Des Barres was bevriend met Jimmy Page en trouwde uiteindelijk (in 1977) met een vriendin van Page, Pamela. Pamela was een notoir groupie, die onder meer relaties heeft gehad met Mick Jagger, Keith Moon en Frank Zappa.
Pamela en Des Barres zijn inmiddels alweer gescheiden. Des Barres was eerder (tot 1974) getrouwd met Wendy Hamilton.
Als acteur is Des Barres waarschijnlijk veel bekender dan als zanger. Zo speelde hij Murdoc (aartsvijand van Angus MacGyver) in MacGyver.

## Televisieseries
- The Bruce Forsyth Show Televisieserie - Rol onbekend (Episode 1.3, 1966)
- Mrs Thursday Televisieserie - Lawrence (Afl., The Old School Tie Up, 1967)
- Z Cars Televisieserie - Jonge dronkenlap (Afl., When Did You Last See Your Father?: Part 1, 1967)
- To Sir, with Love (1967) - Williams
- The First Lady Televisieserie - Barry Wainwright (Afl., King of Furness, 1968)
- Dixon of Dock Green Televisieserie - Philip Baker (Afl., The Brothers, 1968)
- Joanna (1968) - Rol onbekend
- I, Monster (1971) - Jongeman in steeg
- WKRP in Cincinnati Televisieserie - Sir Charles 'Dog' Weatherbee (Afl., Hoodlum Rock, 1978)
- The Rockford Files Televisieserie - Keith (Afl., With the French Heel Back, Can the Nehru Jacket Be Far Behind?, 1979)
- The Rockford Files Televisieserie - Gordon Flack (Afl., Lions, Tigers, Monkeys, and Dogs: Part 1, 1979)
- Hart to Hart Televisieserie - Syd Sado (Afl., Downhill to Death, 1980)
- Cagney & Lacey Televisieserie - Malcolm Kingsley (Afl., The Gang's All Here, 1983)
- Miami Vice Televisieserie - Zanger in bar (Afl., Whatever Works, 1985)
- Ghoulies (1985) - Malcolm Graves
- St. Elsewhere Televisieserie - Donald (Afl., Loss of Power, 1985)
- The Hitchhiker Televisieserie - The Wise Man (Afl., O.D. Feelin', 1986)
- Double Switch (Televisiefilm, 1987) - Simon
- Sledge Hammer! Televisieserie - Sir Guy (Afl., Sledgepoo, 1987)
- Nightflyers (1987) - Jon Winderman
- Life on the Flipside (Televisiefilm, 1988) - Road Manager
- Miami Vice Televisieserie - Shane Dubois (Afl., Baseballs of Death, 1988)
- J.J. Starbuck Televisieserie - Benny Bijou (Afl., Rag Doll, 1988)
- Ohara Televisieserie - Roderick McConnell (Afl., Seeing Something That Isn't There, 1988)
- ALF Televisieserie - Eddie (Afl., Promises, Promises, 1988)
- 21 Jump Street Televisieserie - Mr. Karst (Afl., High High, 1989)
- Pink Cadillac (1989) - Alex
- 21 Jump Street Televisieserie - Gavin McHugh (Afl., Eternal Flame, 1989)
- Midnight Cabaret (1990) - Paul Van Dyke
- Father Dowling Mysteries Televisieserie - Alex Sawyer (Afl., The Exotic Dancer Mystery, 1990)
- Super Force Televisieserie - Jesse Caldwell (Afl., As God Is My Witness, 1990)
- Roseanne Televisieserie - Jerry (Afl., Dances with Darlene, 1991)
- MacGyver Televisieserie - Murdoc (9 afl., 1987-1991)
- Superboy Televisieserie - Adam Verrell (Afl., A Change of Heart: Part 1 & 2, 1991)
- Roseanne Televisieserie - Steven (Afl., Tolerate Thy Neighbor, 1991)
- The New WKRP in Cincinnati Televisieserie - Jack Allen (Afl. onbekend, 1991-1992)
- Waxwork II: Lost in Time (1992) - George
- The Hat Squad Televisieserie - Rol onbekend (Afl., 92 Seconds to Midnight, 1992)
- Batman: The Animated Series Televisieserie - Carl Fowler/Nostromos (Afl., Prophecy of Doom, 1992, stem)
- Under Siege (1992) - Domiani
- The Jackie Thomas Show Televisieserie - Documentary Director (Afl., Strike, 1993)
- Seinfeld Televisieserie - Restaurateur (Afl., The Smelly Car, 1993)
- Deep Red (1994) - Lew Ramirez
- Silk Degrees (1994) - Degrillo
- L.A. Law Televisieserie - Mr. Allesio (Afl., Silence Is Golden, 1994)
- The High Crusade (1994) - Monsieur du Lac
- A Simple Twist of Fate (1994) - Bryce
- Lois & Clark: The New Adventures of Superman Televisieserie - Lenny Stoke (Afl., Wall of Sound, 1994)
- Northern Exposure Televisieserie - Dzerzhinsky (Afl., Zarya, 1994)
- Marker Televisieserie - Beau (Afl., Cloud Warriors, 1995)
- The Commish Televisieserie - Aaron DeFord (Afl., Cry Wolfe, 1995)
- Renegade Televisieserie - Michael St. John (Afl., Hit Man, 1995)
- Freakazoid! Televisieserie - Man In Hole (Afl., The Sewer Rescue, 1995, stem)
- Ellen Televisieserie - Nigel/Director (Afl., The Movie Show, 1995)
- Too Something Televisieserie - Rol onbekend (Afl., Meter Feeders, 1996)
- Limp Fangs (Video, 1996) - Rol onbekend
- Widow's Kiss (Televisiefilm, 1996) - Steven Rose
- Spider-Man Televisieserie - Jackson Weele (Afl., Sins of the Fathers Chapter 5: The Rocket Racer, 1996, stem)
- The Real Adventures of Jonny Quest Televisieserie - Rodney (Afl., The Spectre of the Pine Barrens, 1996, stem)
- The Real Adventures of Jonny Quest Televisieserie - Merlin (Afl., The Alchemist, 1996, stem)
- Sliders Televisieserie - Prof. Vincent Cardoza (Afl., The Dream Masters, 1996)
- Hitz Televisieserie - Rol onbekend (Afl., What's Your Name, Who's Your Daddy?, 1997)
- JAG Televisieserie - King Josif (Afl., Washington Holiday, 1997)
- Melrose Place Televisieserie - Arthur Field (11 afl., 1996-1997)
- Roseanne Televisieserie - Dr. Phillips (Afl., The Miracle, 1997)
- Ellen Televisieserie - The Patient (Afl., The Clip Show Patient, 1997)
- Poison Ivy: The New Seduction (Video, 1997) - Ivan Greer
- Jungle Book: Lost Treasure (1998) - Kohabeez
- Just Shoot Me! Televisieserie - Nick Hewitt (Afl., Nina in the Cantina, 1998)
- The Pretender Televisieserie - Douglas Willard, The Blue Moon Killer (Afl., Once in a Blue Moon, 1998)
- Sugar Town (1999) - Nick
- Nash Bridges Televisieserie - Niles Maynard (Afl., Superstition, 1999)
- The Hungry Bachelors Club (1999) - Harold Spinner
- Men Named Milo, Women Named Greta (2000) - Christian Bell
- Poison (Televisiefilm, 2000) - Evan Lazlo
- Mulholland Dr. (2001) - Billy Deznutz
- What They Wanted, What They Got (2001) - Jimmy Cotton
- The Man from Elysian Fields (2001) - Nigel
- Diary of a Sex Addict (Video, 2001) - Sammy Horn
- Dead Last Televisieserie - J.L. Crawford (Afl., The Crawford Touch, 2001)
- Providence Televisieserie - Yule (Afl., All the King's Men, 2002)
- My Guide to Becoming a Rock Star Televisieserie - Eric Darnell (Afl. onbekend, 2002)
- Ocean Park (2002) - Gower
- Charmed Televisieserie - Dark Priest (Afl., We're Off to See the Wizard, 2002)
- She Spies Televisieserie - Dr. Zirby (Afl., Poster Girl, 2002)
- Gilmore Girls Televisieserie - Claude Clemenceau (Afl., A Deep Fried Korean Thanksgiving, 2002)
- Catch That Kid (2004) - Brisbane
- Frasier Televisieserie - Georges (Afl., And Frasier Makes Three, 2004)
- JAG Televisieserie - Howie Black (Afl., Trojan Horse, 2004)
- Dead Like Me Televisieserie - Gideon Jeffries (Afl., In Escrow, 2004)
- Hawaii Televisieserie - Preston Tucker (Afl., No Man Is an Island, 2004)
- Alias Televisieserie - Miles Devereaux (Afl., The Index, 2005)
- Four Kings Televisieserie - Nick Dresden (Afl., Elephant in the Room, 2006|Bobby's Song, 2006)

- Gemeinsame Normdatei: 134357981
- International Standard Name Identifier: 0000 0000 5548 4445
- Library of Congress Control Number: n93086812
- MusicBrainz: 26ae2a11-4632-4cfc-b444-dcec3ae73023
- Nationale Bibliotheek van Israël: 987012384946705171
- Virtual International Authority File: 60760834
- WorldCat: E39PBJk93CTtYFhvP8BpdxbyBP